# Starszaki (serial telewizyjny)
Starszaki  (ang.The Cool Kids) – amerykański serial telewizyjny (sitcom) wyprodukowany przez RCG Productions, FX Productions oraz 20th Century Fox Television, którego twórcami są Charlie Day i Paul Fruchbom. Serial jest emitowany od 28 września 2018 roku przez FOX, a w Polsce od 2 lutego 2019 roku przez Fox Comedy.  
11 maja 2019 roku, stacja FOX ogłosiła zakończenie produkcji serialu po jednym sezonie.

## Fabuła
Serial opowiada historię trzech staruszków: Charliego, Hanka i Sida, którzy mieszkają w domu spokojnej starości. Pewnego dnia dołącza do nich Margaret, szalona i pewna siebie kobieta, która chce jeszcze korzystać z życia.

## Obsada

### Główna
- Vicki Lawrence jako Margaret[4]
- Martin Mull jako Charlie[4]
- David Alan Grier jako Hank[4]
- Leslie Jordan jako Sid[4]

## Odcinki
| Sezon | Odcinki | Oryginalna emisja w FOX | Oryginalna emisja w FOX | Oryginalna emisja w Fox Comedy | Oryginalna emisja w Fox Comedy | Oryginalna emisja w Fox Comedy |
| Sezon | Odcinki | Premiera sezonu         | Finał sezonu            | Premiera sezonu                | Finał sezonu                   |                                |
| ----- | ------- | ----------------------- | ----------------------- | ------------------------------ | ------------------------------ | ------------------------------ |
| 1     | 22      | 28 września 2018        | 10 maja 2019            | 2 lutego 2019                  | 8 czerwca 2019                 |                                |

### Sezon 1 (2018-2019)
| Nr | Tytuł                                                            | Reżyseria           | Scenariusz                  | Premiera w FOX       | Premiera w Fox Comedy |
| -- | ---------------------------------------------------------------- | ------------------- | --------------------------- | -------------------- | --------------------- |
| 1  | Pilot                                                            | Don Scardino        | Charlie Day, Paul Fruchbom  | 28 września 2018     | 2 lutego 2019         |
| 2  | 65 urodziny Margaret Margaret Turns 65                           | Anthony Rich        | Sophia Lear                 | 5 października 2018  | 2 lutego 2019         |
| 3  | Randka z przeznaczeniem A Date with Destiny                      | Robbie Countryman   | Allison Bosma, Jon DeWalt   | 12 października 2018 | 9 lutego 2019         |
| 4  | Wyjście Sida Sid Comes Out                                       | Eric Dean Seaton    | Charlie Kelly               | 19 października 2018 | 9 lutego 2019         |
| 5  | Banda ustawia wybory The Cool Kids Rig an Election               | Phill Lewis         | Patrick Walsh               | 2 listopada 2018     | 16 lutego 2019        |
| 6  | Zdobyć telewizor TV Heist                                        | Katy Garretson      | Michael Lisbe, Nate Reger   | 9 listopada 2018     | 16 lutego 2019        |
| 7  | Święto dziękczynienia Thanksgiving at Murray's                   | Fred Savage         | Paul Fruchbom               | 16 listopada 2018    | 23 lutego 2019        |
| 8  | Hank złodziej kołysek Hank the Cradle Robber                     | Phill Lewis         | Luvh Rakhe                  | 7 grudnia 2018       | 23 lutego 2019        |
| 9  | Margaret spotyka się z mordercą Margaret Dates the Zodiac Killer | Jonathan Judge      | Conor Galvin                | 14 grudnia 2018      | 2 marca 2019          |
| 10 | Idziemy na pogrzeb Funeral Crashers                              | Fred Savage         | Allison Bosma, Jon DeWalt   | 4 stycznia 2019      | 2 marca 2019          |
| 11 | Aniołki Charliego Charlie's Angel                                | Katy Garretson      | Maxwell Theodore Vivian     | 11 stycznia 2019     | 4 maja 2019           |
| 12 | Margaret Jr.                                                     | Fred Savage         | Sophia Lear                 | 1 lutego 2019        | 4 maja 2019           |
| 13 | Sid's First Relationship                                         | Jonathan Judge      | Luvh Rakhe                  | 22 lutego 2019       | 11 maja 2019          |
| 14 | The Cool Kids Plus One                                           | Phill Lewis         | Michael Lisbe & Nate Reger  | 1 marca 2019         | 11 maja 2019          |
| 15 | Mentors                                                          | Fred Savage         | Heather Flanders            | 8 marca 2019         | 18 maja 2019          |
| 16 | The Cool Kids Un-Retire                                          | Kimberly McCullough | Heather Flanders            | 15 marca 2019        | 18 maja 2019          |
| 17 | Margaret Ups Her Game                                            | Jonathan Judge      | Paul Fruchbom               | 22 marca 2019        | 25 maja 2019          |
| 18 | Sid's Ex-Wife                                                    | Phill Lewis         | Justin Sayre                | 29 marca 2019        | 25 maja 2019          |
| 19 | Kip Samgood's Biggest Fan                                        | Jody Margolin Hahn  | Jake Lasker, Morgan Lehmann | 5 kwietnia 2019      | 1 czerwca 2019        |
| 20 | Indecent Proposal                                                | Anthony Rich        | Patrick Walsh               | 19 kwietnia 2019     | 1 czerwca 2019        |
| 21 | Vegas Baby!                                                      | Rebecca Baughman    | Alyson Fouse                | 3 maja 2019          | 8 czerwca 2019        |
| 22 | The Friend-aversary                                              | Betsy Thomas        | Conor Galvin                | 10 maja 2019         | 8 czerwca 2019        |

## Produkcja
5 września 2017 roku stacja FOX ogłosiła zamówienie pilotowego odcinka komedii.
W połowie listopada 2017 roku poinformowano, że Vicki Lawrence, David Alan Grier, Leslie Jordan oraz Martin Mull otrzymali główne role w komedii.
9 maja 2018 roku stacja  FOX ogłosiła zamówienie pierwszego sezonu komedii, który zadebiutuje w sezonie telewizyjnym 2017/2018.